# Bregana Pisarovinska
Bregana Pisarovinska – wieś w Chorwacji, w żupanii zagrzebskiej, w gminie Pisarovina. W 2011 roku liczyła 243 mieszkańców.